# 광두항
광두항은 경상남도 남해군 이동면 초음리 광두마을 인근에 있는 어항이다. 2002년 8월 6일 어촌정주어항으로 지정하여 관리하고 있다. 시설관리자는 남해군수이다.

## 어항 연혁
- 용두마을은 약 300년 전 형성된 마을로 이동면 북부지역의 유일한 해상 교통의 관문으로 강진바다 가운데로 섬같이 머리처럼 내밀고 있어서 강두(江頭) 또는 관머리라 유래되었다.

## 어항 시설
- 선착장 L=183m, B=4.0m, 물량장 L=50m, B=10m, 호안 L=90m, B=6.0m

## 주요 어종
- 농어, 도다리, 폐각류 등